# 绒毛蒿
绒毛蒿（学名：Artemisia campbellii）为菊科蒿属的植物。分布于锡金、不丹、克什米尔、巴基斯坦以及中国大陆的四川、青海、西藏等地，生长于海拔3,800米至4,800米的地区，常生长在干旱山坡或灌丛中，目前尚未由人工引种栽培。